# Giovanni Vincenzo Imperiale

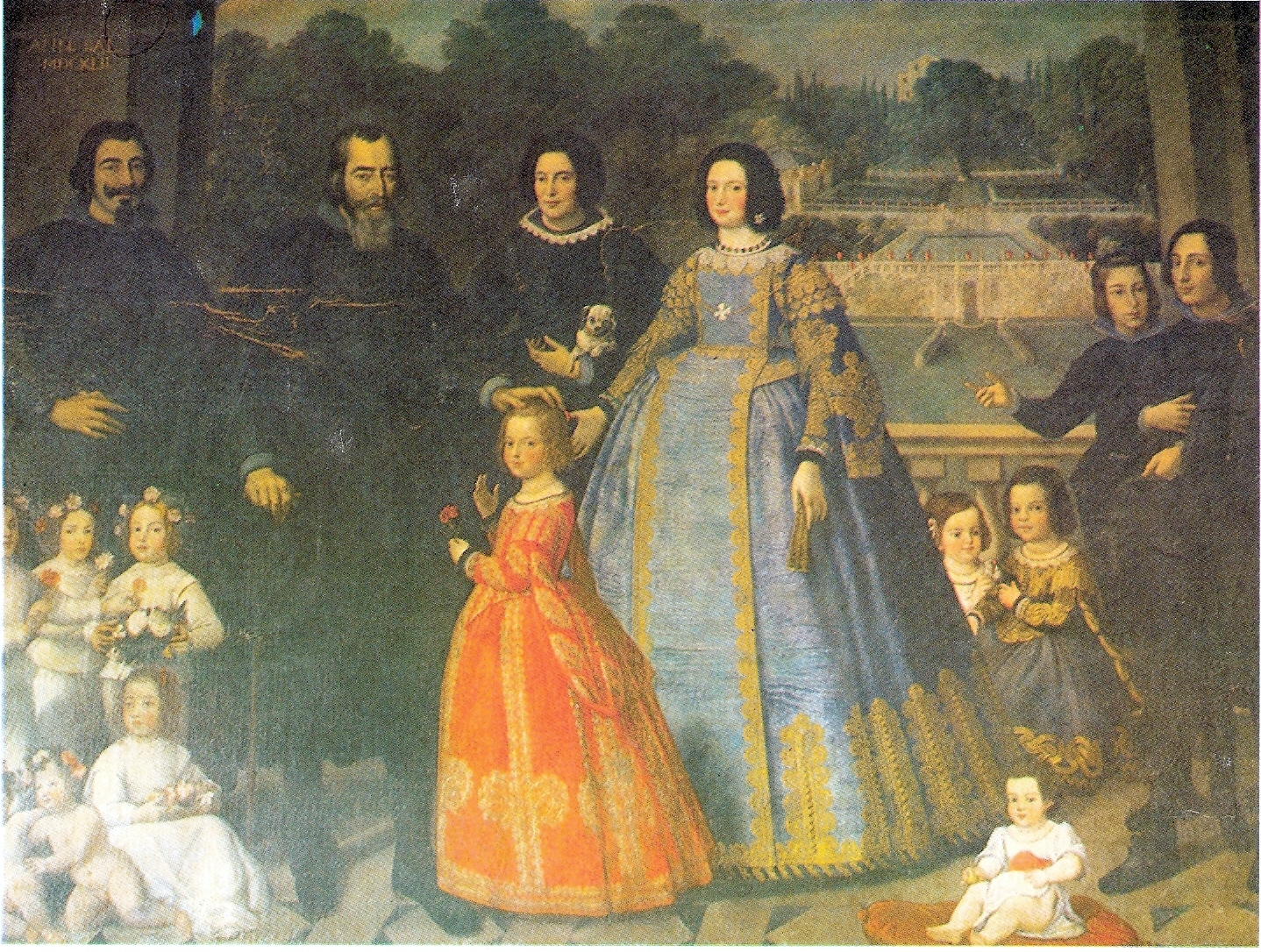
Domenico Fiasella, Ritratto della famiglia Imperiale di Genova. Nella tela è raffigurato Giovanni Vincenzo Imperiale, la seconda moglie Brigida Spinola e il primogenito Francesco Maria

Giovanni Vincenzo Imperiale, o Gian Vincenzo o Giovanni Vincenzo Imperiali (Genova, 1582 – Genova, 21 giugno 1648), è stato un poeta e scrittore italiano, noto per aver composto il poema Lo stato rustico.

## Biografia

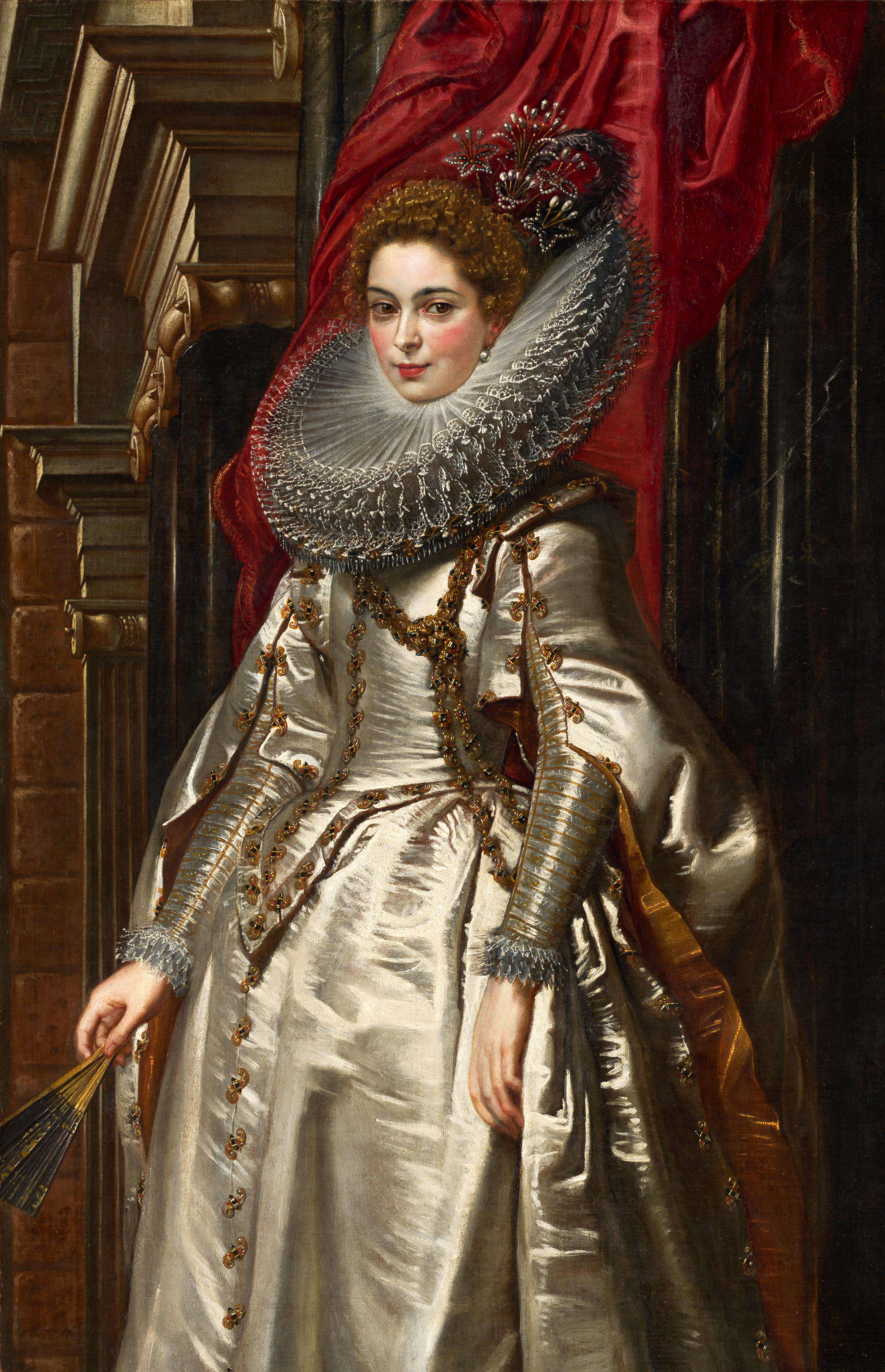
Peter Paul Rubens, Ritratto della Marchesa Brigida Spinola Doria, seconda moglie di Vincenzo Imperiale, Washington, National Gallery of Art

Genovese, appartenente a una ricca e aristocratica famiglia (il padre Giovanni Giacomo fu doge dal 1617 al 1619), fu unico erede di un ingente patrimonio ed è ricordato per la sua vasta attività culturale oltre che per la sua ricchezza. Fine intenditore d'arte, fu proprietario di una vastissima e famosissima quadreria (smembrata dopo la sua morte) raccolta entro il suo palazzo a Campetto e nella villa suburbana (l'attuale Villa Imperiale Scassi) circondata da un vasto e sfarzoso parco (oggi distrutto) cantato, sembra, nel poema Lo stato rustico. 
L'Imperiale fece parte di molte accademie (dei Mutoli, degli Addormentati, dei Gelati, degli Intrepidi, ecc.) dove conobbe i principali poeti genovesi del tempo quali Angelo Grillo, Gabriello Chiabrera, Ansaldo Cebà, tutti amici del pittore Bernardo Castello. Grazie al Castello, l'Imperiale collaborò alla riedizione della famosa Gerusalemme liberata illustrata (già pubblicata nel 1590 coi disegni di Agostino Carracci e del Castello stesso) scrivendone gli argomenti (rimpiazzando in ultimo il Chiabrera, che aveva rifiutato). Sempre grazie al Castello, l'Imperiale conobbe anche il poeta Giovan Battista Marino, che gli dedicò nel 1606 l'epitalamio Urania per le nozze con Caterina Grimani. Nello stesso anno anche l'Imperiale pubblicò il suo poema Lo stato rustico che riscosse un vasto successo di pubblico e che è la sua quasi unica opera letteraria. Il poema venne ristampato altre due volte, lievemente ampliato, nel 1611 e nel 1613 (vd sotto il paragrafo apposito). 
Dopo la pubblicazione del poema, si dedicò interamente alla vita politica. Questo gli diede modo di viaggiare moltissimo in Italia e in Spagna e di entrare in contatto con i principali politici e pittori del tempo (Peter Paul Rubens, Luca Cambiaso, Guido Reni) e di incrementare la sua celebre collezione di quadri. Rientrato definitivamente a Genova, dopo aver subito anche due anni di esilio, il poeta si ritirò a vita privata e stilò l'importante catalogo della sua collezione che ammontava a ben 300 pezzi, moltissimi di grande valore, I suoi viaggi sono raccontati negli interessantissimi Giornali di viaggio pubblicati nel XIX secolo. Nel 1631 acquistò anche lo "Stato di Sant'Angelo" del Vicereame di Napoli, comprendente Sant'Angelo dei Lombardi, Nusco, Lioni, Andretta e Carbonara.
Alla sua morte la quadreria finì nelle mani del figlio e fu in parte smembrata; la parte rimasta a Genova (la più cospicua) fu probabilmente gravemente danneggiata dal bombardamento francese del 1684.  Dell'Imperiale ci restano ben tre ritratti del fiammingo Antoon van Dyck.

## Lo Stato rustico e le altre opere
Le opere letterarie dell'Imperiale sono poche e nascono dagli ozi eruditi di un ricco aristocratico genovese del XVII secolo. Esse sono:
- Il poema Lo stato rustico, stampato la prima volta nel 1606 (Genova, per Giuseppe Pavoni), nel 1611 (idem) e nel 1613 (Venezia, Evangelista Deuchino), sempre lievemente aumentato.
- Il dramma encomiastico-pastorale, Gli indovini pastori, 1613.
- Il poemetto sacro in ottave La beata Teresa, uscito a Genova, presso Giuseppe Pavoni nel 1615.
- L'opera storica Il ritratto del Casalino, Bologna, per l'erede di Vittorio Benacci, 1637.
- De' Giornali di Gio. Vincenzo Imperiale dalla partenza dalla patria, al sig.r Agabito Centurione (Genova, Tipografia del Reale Istituto dei Sordomuti, 1898) che testimoniano la sua attività diplomatica.

L'opera letteraria più nota dell'Imperiale è il lungo poema didascalico Lo stato rustico (1606, 1611 e 1613), diviso in XVI parti, che riscosse presso i contemporanei un grande successo ed esercitò una profonda influenza. L'opera descrive un viaggio fantastico compiuto dal pastore Clizio (lo stesso autore) sotto la guida della musa Euterpe (la musica e la poesia lirica): i due protagonisti partono dalla Liguria e attraverso un lungo percorso boschereccio giungono in Grecia, sul monte Elicona, sede delle Muse e di Apollo, con il quale il poeta parla. 
Lo stato rustico è un poema di oltre 20.000 versi, in cui l'esile trama è impreziosita dalle lunghissime e fantastiche descrizioni, dai racconti eruditi su fiori, uccelli, cavalli e piante e dai lunghi lamenti d'amore dei pastori, che interrompono il filo del racconto e lo arricchiscono secondo il gusto dell'enciclopedismo secentesco.
L'opera, tuttavia, non è per nulla 'statica' come può apparire a noi oggi; anzi, essa è profondamente provocatoria e va contro qualunque regola stabilita sul genere del poema dalla poesia rinascimentale, prima fra tutte il modello della Gerusalemme liberata del Tasso. L'Imperiale, infatti, per il suo poema non si è ispirato alla Liberata ma a un'altra opera dello stesso poeta, il Mondo creato, il poema sacro che descrive, in endecasillabi sciolti, la creazione del mondo. Il poema sacro tassiano viene ripreso in chiave profana e viene trasformato dall'Imperiale in una lunga serie di descrizioni bucoliche e pastorali, finendo per cantare un argomento umile come quello boschereccio (relegato infatti ai generi minori dell'ecloga e del dramma pastorale) nel più alto dei generi, cioè il poema. Lo stesso si può dire per la scelta metrica e retorica. Sul piano metrico, infatti, l'Imperiale abbandona le ottave tradizionali dell'Ariosto e del Tasso e inventa ex novo delle lasse di lunghezza variabile di versi sciolti concluse da una rima baciata. Sul piano retorico, invece, sfoggia uno stile complesso e nuovissimo, interamente giocato su lunghissimi giri sintattici, su un lessico pieno di neologismi e di lemmi rari e, soprattutto, su un uso iperbolico e continuato delle metafore, in pieno gusto Barocco.
Grande fu la risonanza dello Stato rustico, tanto che la terza edizione è chiusa da un'apposita appendice intitolata Lodi per lo Stato rustico dove sono raccolti gli elogi, quasi 300, di tutti i principali scrittori dell'epoca. I primi a guardare allo Stato rustico furono infatti i due principali poeti del momento cioè Giovan Battista Marino, e Gabriello Chiabrera che riconobbero nell'Imperiale l'iniziatore di un nuovo gusto letterario. Il Marino cita l'Imperiale nell'Allegoria che apre il famoso Adone e lo trasfigura nel pastore Clizio che accoglie il protagonista a Cipro; l'Adone, insomma, il vasto poema erotico, mitologico e boschereccio del Marino nasce dietro suggestione dell'Imperiale,il che, conoscendo la grande competitività del Marino specie per quel che riguarda primati, furti e plagi, letterari, suona come il riconoscimento di un vero caposcuola. Il Chiabrera invece nel dialogo Il Vecchietti indica le selve dello Stato Rustico come il modello metrico ideale per un poema moderno.